# Souvenir-Polka
Souvenir-Polka, op. 162, är en polka av Johann Strauss den yngre. Den framfördes första gången den 23 januari 1855 i Schwenders Casino i Wien.

## Historia
I december 1854 hade fler än 6500 dött eller lidit av den svåra koleraepidemin som hade härjat i Wien samma höst. Inte förrän i början av 1855 fick man bukt med sjukdomen och årets karneval blev förståeligt nog inte samma sorgfria och glada fest som brukligt var. Bland de många nykomponerade verk som Johann Strauss den yngre skrev för att förnöjd karnevalens många danstillställningar, återfanns Souvenir-Polka som skrevs för en välgörenhetsbal till förmån för de fattiga anordnad av Frans Ignaz Singer. Strauss själv dirigerade det första framförandet den 23 januari 1855 i Karl Schwenders nyligen öppnade nöjesetablissemang som låg i förorten Rudolfsheim.

## Om polkan
Speltiden är ca 2 minuter och 42 sekunder plus minus några sekunder beroende på dirigentens musikaliska tolkning.